# 格海碱茅
格海碱茅（学名：Puccinellia grossheimiana），为禾本科碱茅属下的一个植物种。